# Хороцеве
Хо́роцеве — село в Україні, в Білоберізькій сільській територіальній громаді Верховинського району Івано-Франківської області.

## Історія
23 жовтня 1940 року Указом Президії Верховної Ради УРСР Хороцівська сільська рада передана з Жаб’євського району до Кутського району.
24 серпня 1991 року село в складі незалежної України.
2 жовтня 2015 року шляхом об'єднання Білоберізької, Устеріківської та Хороцівської сільських рад село увійшло до Білоберізької сільської громади.
12 червня 2020 року, відповідно до Розпорядження Кабінету Міністрів України  № 714-р «Про визначення адміністративних центрів та затвердження територій територіальних громад Івано-Франківської області», увійшло до складу Білоберізької сільської громади.
19 липня 2020 року, в результаті адміністративно-територіальної реформи та ліквідації Верховинського району, село увійшло до складу новоутвореного Верховинського району.

## Населення
Згідно з переписом УРСР 1989 року чисельність наявного населення села становила 459 осіб, з яких 212 чоловіків та 247 жінок.
За переписом населення України 2001 року в селі мешкало 476 осіб.

### Мова
Розподіл населення за рідною мовою за даними перепису 2001 року:
| Мова       | Відсоток |
| ---------- | -------- |
| українська | 99,58 %  |
| російська  | 0,42 %   |

## Відомі люди
- Шлімкевич Василь Андрійович (1970—2015) — старший сержант Збройних сил України, учасник російсько-української війни.